# SuperTux
Игра с похожим названием — SuperTuxKart.
SuperTux — компьютерная игра-платформер, похожая на игру Супер Марио. Первая версия вышла в сентябре 2003 года для операционных систем Linux, Windows и macOS. С 2012 года выходят версии для Android.
Исходный код распространяется на условиях лицензии GNU GPL. Автор игры — Билл Кендрик.

## Описание
Главному герою необходимо пройти множество уровней, преодолевая препятствия и уворачиваясь от врагов. Персонажем выступает талисман ОС Linux пингвин Тукс, находящийся в одном из трёх состояний с соответствующими степенями живучести, от которых зависит количество соприкосновений с врагами или опасными препятствиями до проигрыша уровня: маленький Такс — 1 соприкосновение, большой — 2, большой в головном уборе (стреляющий или обладающий другим свойством) — 3. Некоторые враги ликвидируются напрыгиванием на них сверху или ударом снизу через опору, по которой они передвигаются.
Собранные монетки позволяют Туксу, в случае проигрыша уровня, начать его не с начала, а с более дальнего пройденного места, отмеченного колокольчиком (контрольная точка). При недостатке монет на счёте весь уровень придётся проходить заново.
Управление осуществляется стрелками в четырёх направлениях и клавишами прыжок и действие. Режим игры однопользовательский, но в ней есть возможность создавать отдельные профили для разных игроков.
Встроенный редактор позволяет изменять включённые в игру дополнительные уровни или создавать полностью новые (начиная с версии SuperTux 0.5.0, выпущенной в сентябре 2016 года).

## Оценки
Итальянская онлайн-газета Punto Informatico в июле 2007 года назвала SuperTux качественно сделанным продуктом с приятной атмосферой и фоновой музыкой.
Портал Softonic.com отметил простоту игрового процесса SuperTux 0.3.3b (2010 года), свойственную классическим играм. С другой стороны, в некоторых элементах игра слишком сильно повторяет оригинал.
Мариус Нестор, автор обзоров сайта Softpedia, в 2014 году оценил SuperTux 0.3.4 как забавную и увлекательную игру с красивой графикой для игроков любого возраста. Особо ценной она является для пользователей ОС Linux, где подобные игры очень редки.